# Апостериорный язык
Апостерио́рный язы́к (от лат. a posteriori — из последующего) — искусственный язык, элементы которого заимствованы из существующих языков, в противоположность априорному языку.
Различают также априорно-апостериорные и апостериорно-априорные языки, в зависимости от преобладания соответственно априорных или апостериорных черт.
Апостериорные языки можно разделить на три класса:
- упрощённый этнический язык: бейсик-инглиш, латино-сине-флексионе и др.;
- натуралистический язык, то есть максимально приближенный к этническим языкам: окциденталь, интерлингва, межславянский;
- автономный (схематический) — в котором грамматика с априорными элементами использует лексику, заимствованную из этнических языков: эсперанто и большинство эсперантидов, поздний волапюк.

Наличие априорных элементов на синтагаматическом уровне (сочетаемость морфем) определяет принадлежность апостериорного языка к автономному типу; по их наличию на парадигматическом уровне (состав морфем) автономные языки можно разделить на гиперсхематические (эсперанто) и гипосхематические (идиом-неутраль).